# Punk ’n’ Roll
Punk ’n’ Roll (oder Rock-’n’-Roll-Punk) ist ein allgemeiner Überbegriff für die Kombination von Elementen des Punkrock mit Hardrock oder Rock ’n’ Roll. Mitunter verschwimmt die Grenze zwischen Rock-’n’-Roll-Punk, Punkabilly und Psychobilly, Surf-Punk so, dass die Bezeichnung Punk ’n’ Roll manchmal als Überbegriff dient. Bands aus all diesen Genres sind so z. B. auf der Samplerreihe Punk-’n’-Roll-a-Licious zu finden.

## Geschichte
Bereits bei einigen frühen US-Punk-Gruppen wie den Ramones, den Dictators und den Pagans waren Stilelemente des 1950er-Jahre-Rock-’n’-Roll vorherrschend, später verwendeten auch britische Bands wie The Clash (vor allem auf ihrem Album London Calling) in ironischer Weise 50er-Jahre-Rock-’n’-Roll-Nostalgie. Zu Kultstatus gelangte vor allem die kalifornische Band Social Distortion, deren Sänger Mike Ness auch optisch das Bild vom „Greaser-Punk“ nachhaltig prägte.
Seit den frühen 1990er Jahren machten vor allem skandinavische Gruppen wie Turbonegro, Gluecifer, Hellacopters oder die Backyard Babies auf sich aufmerksam, die sich musikalisch wie optisch an den Dictators, den New York Dolls oder Social Distortion orientierten und deren Stil auch als High-Speed-Rock-’n’-Roll, Neo-Rock-’n’-Roll, Rock-’n’-Roll-Core oder Speedrock bekannt wurde. Zusammenfassend wurde oft von Punk ’n’ Roll gesprochen, obwohl manche Bands andere Eigenbezeichnungen hatten: So sprachen Turbonegro etwa von Death Punk. Bei den meisten der genannten Gruppen spielten neben genannten Punk und Hardcore-Bands auch Einflüsse von Hardrock-Gruppen wie Motörhead, AC/DC und Rose Tattoo eine große Rolle. Auch gab es zum Teil Überschneidungen mit dem Sleaze Rock.

## Subkultur
Seit den 1990er Jahren bildete sich im Zuge der skandinavischen „Neo-Rock-’n’-Roll-Welle“ mit den genannten Bands, aber auch neuen Gruppen wie Psychopunch, eine eigene Szene innerhalb der Rock- und Punk-Bewegung heraus. Seit Mitte der 1990er Jahre hat sich eine ähnliche Entwicklung auch in Deutschland vollzogen, mit Bands wie The Lucky Punch, The Ten Buck Fuck, Boozed, The Bad Days, The Cellophane Suckers, Diamond Heights sowie Dumbell, die durch ihren amerikanischen Ursprung, und Bekanntschaft mit dem New Yorker Punkrocker Sonny Vincent den Kreis wieder schließen. Auch in Japan ist das Genre vertreten, angeführt von der Band Guitar Wolf. Neben der Vorliebe für Punk ’n’ Roll haben 1950er-Jahre-Nostalgie (u. a. Cadillacs und der Bettie-Page-Look bei vielen weiblichen Angehörigen der Punk-’n’-Roll-Szene) entsprechende Tattoos und Mode (Flammenhemden und Flattop oder Tolle) das Bild der Subkultur in der Öffentlichkeit geprägt. Daneben existieren jedoch auch Rückgriffe auf die Glam-Rock-Mode der 1970er Jahre. Die Fans der Band Turbonegro schufen mit der „Turbojugend“ innerhalb der Szene eine eigene Fankultur, sie treten oft mit einheitlichen Aufnähern auf den Jeansjacken auf und treffen sich zu „Weltturbojugendtagen“.